# لويسيلا بونى
لويسيلا بونى (بالإيطالية: Luisella Boni)‏ هي ممثلة إيطالية، ولدت في 24 يوليو 1935 بروما في إيطاليا.

## أعمال

### أفلام
- (1955) أرض الفراعنة

## وصلات خارجية
- لويسيلا بونى على موقع IMDb (الإنجليزية)
- لويسيلا بونى على موقع أول موفي (الإنجليزية)
- لويسيلا بونى على موقع قاعدة بيانات الفيلم (الإنجليزية)
- لويسيلا بونى على موقع كينوبويسك (الروسية)